# European Champions Cup 2017
La European Champions Cup 2017 è stata la 54ª edizione della massima competizione europea per club di baseball.

## Formula
La formula rimane inalterata rispetto a quella dell'anno precedente, con due gironi da quattro squadre ciascuno. Le prime due classificate di ciascun girone affrontano in una semifinale secca le prime due dell'altro girone. Le vincenti disputano la finalissima. Le partite si disputano in un'unica sede, la città tedesca di Ratisbona. 
La nazione della squadra peggio classificata perderà un posto nell'edizione successiva con un declassamento in Coppa CEB. Per evitare questo piazzamento, le squadre che non si sono qualificate per le semifinali si sfidano tra di loro in appositi spareggi salvezza.

## Fase a gruppi

### Girone A
| Ratisbona 7 giugno 2017, ore 13:30 | Curaçao Neptunus | 5 – 1 referto | CNF UnipolSai Bologna | Armin-Wolf-Arena |

| Ratisbona 7 giugno 2017, ore 16:30 | Rouen Huskies | 17 – 7 (all'8º) referto | Mainz Athletics | Platz 1 |

| Ratisbona 8 giugno 2017, ore 11:00 | CNF UnipolSai Bologna | 14 – 0 (al 7º) referto | Rouen Huskies | Platz 1 |

| Ratisbona 8 giugno 2017, ore 13:30 | Mainz Athletics | 7 – 6 referto | Curaçao Neptunus | Armin-Wolf-Arena |

| Ratisbona 9 giugno 2017, ore 11:00 | Mainz Athletics | 2 – 22 (al 7º) referto | CNF UnipolSai Bologna | Platz 1 |

| Ratisbona 9 giugno 2017, ore 13:30 | Curaçao Neptunus | 9 – 3 referto | Rouen Huskies | Armin-Wolf-Arena |

#### Classifica
| Pos. | Squadra               | G | V | P | %    | GB  |
| ---- | --------------------- | - | - | - | ---- | --- |
| 1.   | Curaçao Neptunus      | 3 | 2 | 1 | .667 | 0.0 |
| 2.   | CNF UnipolSai Bologna | 3 | 2 | 1 | .667 | 0.0 |
| 3.   | Rouen Huskies         | 3 | 1 | 2 | .333 | 1.0 |
| 4.   | Mainz Athletics       | 3 | 1 | 2 | .333 | 1.0 |

### Girone B
| Ratisbona 7 giugno 2017, ore 11:00 | L&D Amsterdam Pirates | 5 – 1 referto | T&A San Marino | Platz 1 |

| Ratisbona 7 giugno 2017, ore 19:00 | Buchbinder Legionäre | 2 – 5 referto | Rimini Baseball | Armin-Wolf-Arena |

| Ratisbona 8 giugno 2017, ore 16:30 | Rimini Baseball | 2 – 9 referto | L&D Amsterdam Pirates | Platz 1 |

| Ratisbona 8 giugno 2017, ore 19:00 | T&A San Marino | 13 – 1 (al 7º) referto | Buchbinder Legionäre | Armin-Wolf-Arena |

| Ratisbona 9 giugno 2017, ore 16:30 | Rimini Baseball | 3 – 6 (al 10º) referto | T&A San Marino | Platz 1 |

| Ratisbona 9 giugno 2017, ore 19:00 | L&D Amsterdam Pirates | 9 – 6 referto | Buchbinder Legionäre | Armin-Wolf-Arena |

#### Classifica
| Pos. | Squadra               | G | V | P | %     | GB  |
| ---- | --------------------- | - | - | - | ----- | --- |
| 1.   | L&D Amsterdam Pirates | 3 | 3 | 0 | .1000 | 0.0 |
| 2.   | T&A San Marino        | 3 | 2 | 1 | .667  | 1.0 |
| 3.   | Rimini Baseball       | 3 | 1 | 2 | .333  | 2.0 |
| 4.   | Buchbinder Legionäre  | 3 | 0 | 3 | .000  | 3.0 |

## Semifinali

### Play-out 5º-8º posto
| Ratisbona 10 giugno 2017, ore 11:00 | Rimini Baseball | 13 – 8 referto | Mainz Athletics | Platz 1 |

| Ratisbona 10 giugno 2017, ore 13:30 | Rouen Huskies | 18 – 2 (al 5º) referto | Buchbinder Legionäre | Armin-Wolf-Arena |

### Piazzamenti 1º-4º posto
| Ratisbona 10 giugno 2017, ore 16:00 | Curaçao Neptunus | 7 – 1 referto | T&A San Marino | Platz 1 |

| Ratisbona 10 giugno 2017, ore 19:00 | L&D Amsterdam Pirates | 8 – 9 referto | CNF UnipolSai Bologna | Armin-Wolf-Arena |

## Finali

### Play-out 7º-8º posto
| Ratisbona 11 giugno 2017, ore 13:30 | Buchbinder Legionäre | 3 – 4 referto | Mainz Athletics | Armin-Wolf-Arena |

La Germania perde il diritto di avere una seconda squadra nella prossima European Champions Cup per effetto dell'8º posto finale.

### Finale 3º-4º posto
| Ratisbona 11 giugno 2017, ore 16:00 | T&A San Marino | 7 – 3 referto | L&D Amsterdam Pirates | Platz 1 |

### Finale 1º-2º posto
| Ratisbona 11 giugno 2017, ore 19:00                                                 | CNF UnipolSai Bologna | 3 – 7 referto             | Curaçao Neptunus | Armin-Wolf-Arena |
| \| \| \| \| \| \| Doppi \| Diaz \| \| \| Fuoricampo \| Daantji all'8º da 1 punto \| |                       |                           |                  |                  |
|                                                                                     |                       |                           |                  |                  |
|                                                                                     | Doppi                 | Diaz                      |                  |                  |
|                                                                                     | Fuoricampo            | Daantji all'8º da 1 punto |                  |                  |

## Vincitore
| Campione d'Europa 2017 Curaçao Neptunus 9º titolo |